# Pierre Isaac Joly
Pour les articles homonymes, voir Pierre Joly (homonymie) et Joly.
Pierre Isaac Joly, né le 15 décembre 1818 à Moudon et mort le 10 décembre 1901 à Moudon, est un juge de paix, un préfet et une personnalité politique suisse.

## Biographie
De confession protestante, originaire de Granges-près-Marnand, Pierre Isaac Joly est le fils de Pierre-Isaac Joly, aubergiste à Moudon, et de Jeanne-Elisabeth Gindre. Il épouse en premières noces Louise-Caroline-Henriette Bourgeois, fille de Jacques, puis, en secondes noces, Suzanne-Anne-Marie Bourgeois, fille de Jean-Pierre. Après des études de théologie et de lettres à l'académie de Lausanne, il devient précepteur en Russie. À son retour, il exerce comme juge de paix, puis est préfet de Moudon de 1845 à 1862. Après sa carrière politique, Pierre Isaac Joly est membre, dès 1887, de la direction, puis du conseil d'administration de la Caisse d'épargne du district de Moudon, qu'il préside de 1900 à 1901. Durant sa carrière, il se montre très actif dans les milieux associatifs de bienfaisance.

### Carrière politique
Pierre Isaac Joly est membre du Parti radical-démocratique. Il est député au Grand Conseil vaudois de 1849 à 1851, puis Conseiller d'État dès le 30 janvier 1862 ; il y dirige le département de l'intérieur jusqu'au 18 février 1863, puis celui de l'instruction publique et des cultes jusqu'en 1866. Il est ensuite Conseiller national du 2 décembre 1872 au 1er décembre 1878,,.